# Marvikarna

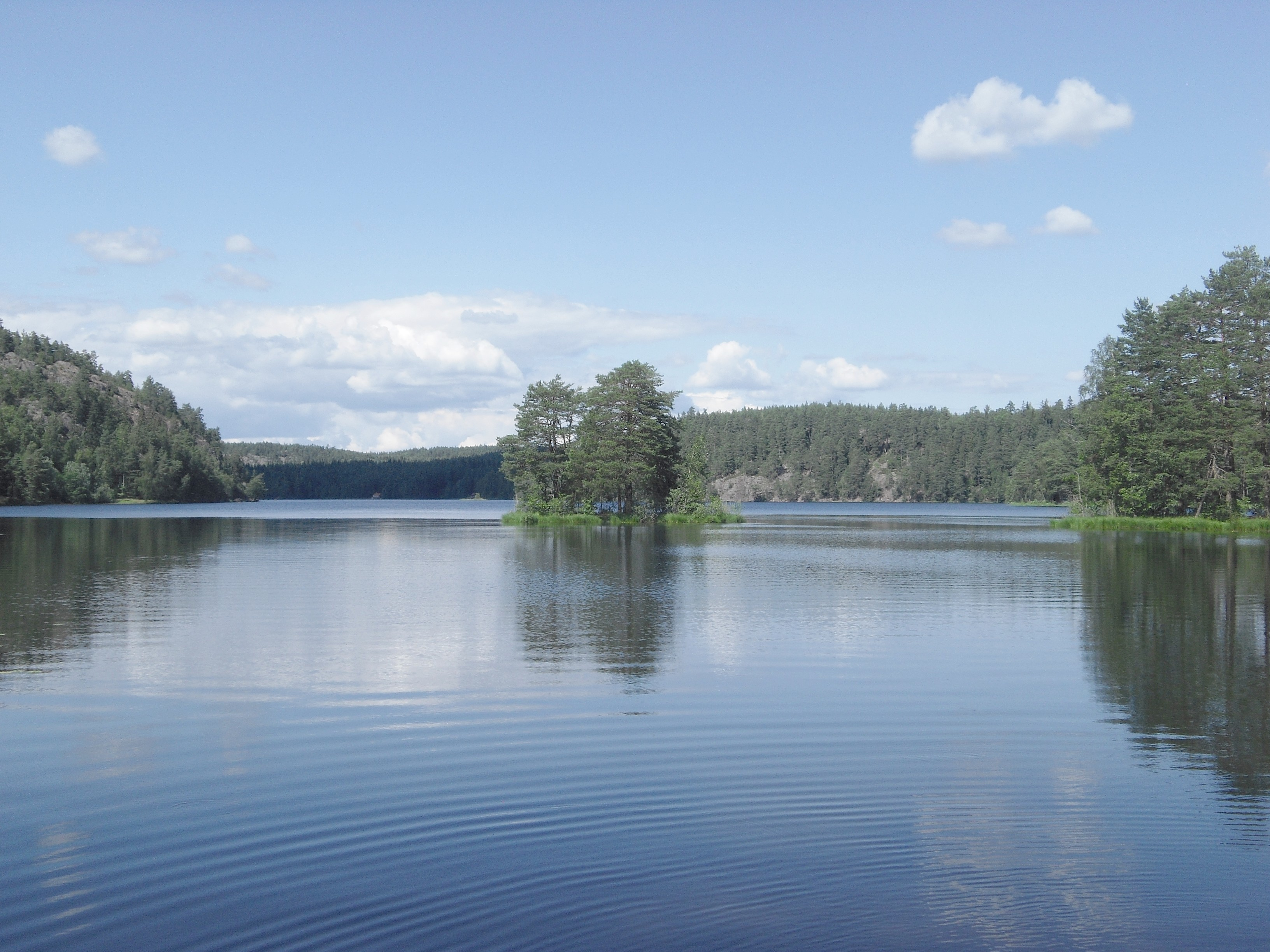
Mellanmarviken mot norr från Krampan, juli 2009

Marvikarna består av de tre långsmala sjöarna Övre Marviken, Mellan-Marviken samt Nedre Marviken. De är via Visnaren och Råckstaån, som rinner ut i Läggesta, förbundna med Mälaren. Marvikarna ligger i en sprickdal som i söder fortsätter med sjön Klämmingen i Gnesta kommun som via Trosaån rinner ut i Östersjön. De tre sjöarna kallas Övre, Mellan- och Nedre Marviken baserat på vattenytans nivå. Övre Marviken ligger längst söderut av de tre och Nedre Marviken längst norrut.
Marvikarna är populära för paddling med kanot och vintertid för långfärdsskridskoåkning.  Motorbåtstrafik är förbjuden på Marvikarna. Sörmlandsleden passerar förbi Marvikarna.
Kring Övre Marviken och en del av Mellan-Marviken har två naturreservat inrättats, Marvikarna och Krampan.